# Gyroskopische Figur
Eine Gyroskopische Figur ist ein Kunstflugmanöver, das nicht nur durch aerodynamisch auf die Ruder wirkenden Kräfte zustande kommt, sondern bei der die Bewegung des Flugzeuges zusätzlich zu einem substanziellen Teil auf Kreiseleffekten der drehenden Massen von Propeller und Kurbelwelle beruht. Typische gyroskopische Figuren sind der Lomcovák oder der Tumble.

## Ablauf
Gyroskopische Figuren werden bei relativ langsamer Geschwindigkeit eingeleitet, indem das Flugzeug zunächst durch aerodynamische Steuereingaben drastisch aus der Flugrichtung gedreht wird. Dadurch wird senkrecht zu der gewählten Verdrehungsachse ein Kreiselmoment durch die drehenden Massen von Propeller und Kurbelwelle erzeugt. Dieses Moment kann bei stark motorisierten, aber sehr leichten Kunstflugmaschinen wie der Pitts Special oder Extra 300 stark genug sein, um das Flugzeug sogar vollständig mit dem Leitwerk (Schwanzende) voran zu drehen – was mit rein aerodynamischer Steuerung nicht möglich wäre.
Gyroskopische Figuren werden beendet, indem das Gas weggenommen wird (wodurch sich das Kreiselmoment stark verringert), und die Ruder in Neutralstellung gebracht werden. Gyroskopische Figuren belasten Motorkomponenten wie die Kurbelwelle und die Motorhalterung sehr stark und dürfen deshalb ausschließlich mit dafür ausgelegten Hochleistungskunstflugzeugen geflogen werden.

## Geschichte
Die ersten gyroskopischen Figuren bewusst geflogen hat wahrscheinlich Ladislav Bezák, der als Erfinder des Lomcovák gilt. Er gewann damit auf einer Zlin Z-526 die Kunstflugweltmeisterschaft 1960 in Bratislava.